# Konzeption der Bundeswehr
Die Konzeption der Bundeswehr (KdB) waren Dachdokumente, die der Bundesminister der Verteidigung erlassen hat und als jeweils als langfristige Grundsatzweisungen die Gesamtkonzeption der militärischen Verteidigung Deutschlands bestimmten. Sie legten die Nationale Zielvorgabe vor und damit den qualitativen Anspruch und die Vorgaben für das durch die Bundeswehr national und im multinationalen Kontext zu erbringende Handlungs- und Leistungsvermögen fest. Die letzte Konzeption der Bundeswehr stammte von 2018. Die Nationale Sicherheitsstrategie vom Juni 2023 ist das neue Dachdokument, welches an die Stelle des Weißbuchs 2016 tritt. Die Verteidigungspolitischen Richtlinien, die am 9. November 2023 erlassen wurden, sind das neue Grundsatzdokument für die Ausrichtung der Bundeswehr und geben den Rahmen für die Gesamtkonzeption der militärischen Verteidigung vor.

## Geschichte
Konzeptionen der Bundeswehr existierten seit mindestens 1973. Im August 1973 wurde die Militärstrategische Konzeption der Bundeswehr auf Grundlage der Verteidigungspolitischen Richtlinien 1973/74 erlassen. Sie bestimmte im Einzelnen die militärstrategischen Kriterien und Ziele, nach denen sich Umfang, Gliederung und Ausrüstung der Streitkräfte zu richten hatten, die Aufgabenschwerpunkte der Bundeswehr und ihrer Teilstreitkräfte und die deutsche militärstrategische Position im Rahmen der NATO-Strategie.

### Konzeption der Bundeswehr 2004
Der damalige Bundesminister der Verteidigung, Peter Struck erließ am 9. August 2004 die Konzeption der Bundeswehr als Planungspapier und für weitere militärinterne Vorgaben. Sie waren abgeleitet aus den Verteidigungspolitischen Richtlinien 2003. Mit ihr wurden die damaligen Kräftekategorien Eingreifkräfte, Stabilisierungskräfte und Unterstützungskräfte eingeführt.

### Konzeption der Bundeswehr 2013
Am 1. Juli 2013 kam es zu einer Neuauflage der Konzeption der Bundeswehr durch Thomas de Maizière. Die Neufassung war aufgrund der Verteidigungspolitischen Richtlinien 2011 notwendig geworden. Aus ihr leiteten sich weitere Teilkonzeptionen ab. Als Dokument, was nicht als Verschlusssache eingestuft war, sollte es auch dazu beitragen, die Neuausrichtung der Bundeswehr der interessierten Öffentlichkeit zu vermitteln. Sie gliederte sich in die Kapitel Zielsetzung, Rahmenbedingungen, Auftrag und Aufgaben der Bundeswehr, Bundeswehrgemeinsame Prinzipien, Leistungs- und Fähigkeitsprofil, Vorgaben zu Gestaltungsbereichen sowie Vorgaben zur Umsetzung im Zuge der Planung.

### Konzeption der Bundeswehr 2018
Die letzte Konzeption der Bundeswehr wurde am 20. Juli 2018, dem Jahrestag des Attentats des militärischen Widerstands 1944, von Ursula von der Leyen als damalige Bundesministerin der Verteidigung erlassen. Die KdB 2018 war aus dem Weißbuch 2016 abgeleitet worden. Abgeleitet von der KdB 2018 wurde das Fähigkeitsprofil der Bundeswehr entwickelt. Sie gliederte sich in die Abschnitte Zielsetzung, Rahmenbedingungen, Bundeswehrgemeinsame Leit- und Gestaltungsprinzipien, Auftrag und Aufgaben der Bundeswehr, Vorgaben für das Fähigkeitsprofil der Bundeswehr sowie Vorgaben zu Gestaltungsbereichen.